# Podu Turcului (gmina)
Podu Turcului – gmina w Rumunii, w okręgu Bacău. Obejmuje miejscowości Bălănești, Căbești, Fichitești, Giurgioana, Hanța, Lehancea, Plopu, Podu Turcului, Răcușana i Sârbi. W 2011 roku liczyła 4617 mieszkańców.